# 超小型写真

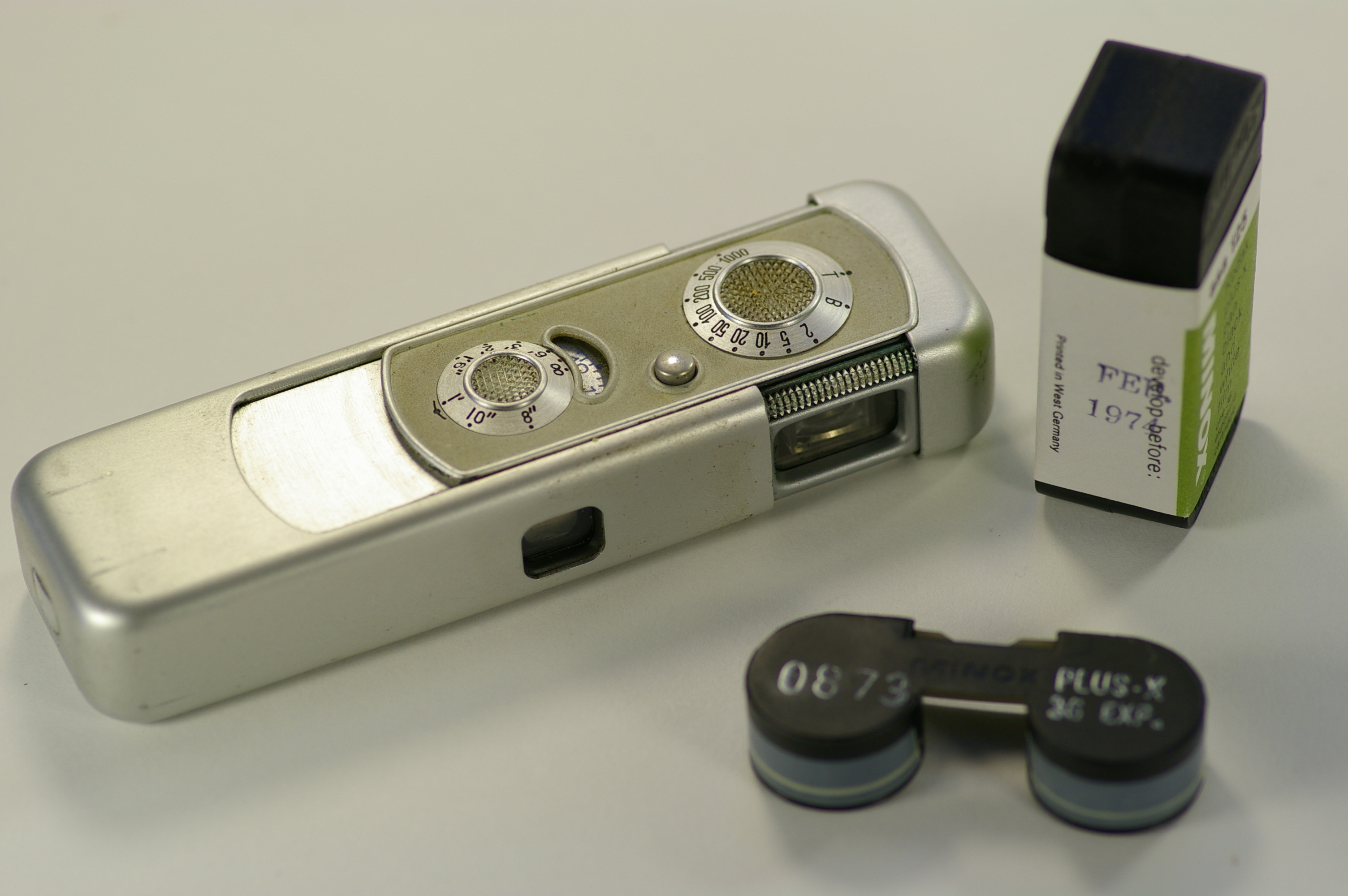
ミノックスIIIs（通称「ミノックスA型」、1954年発売）と、専用カートリッジ入り9.5mmフィルム「ミノックスフィルム」。

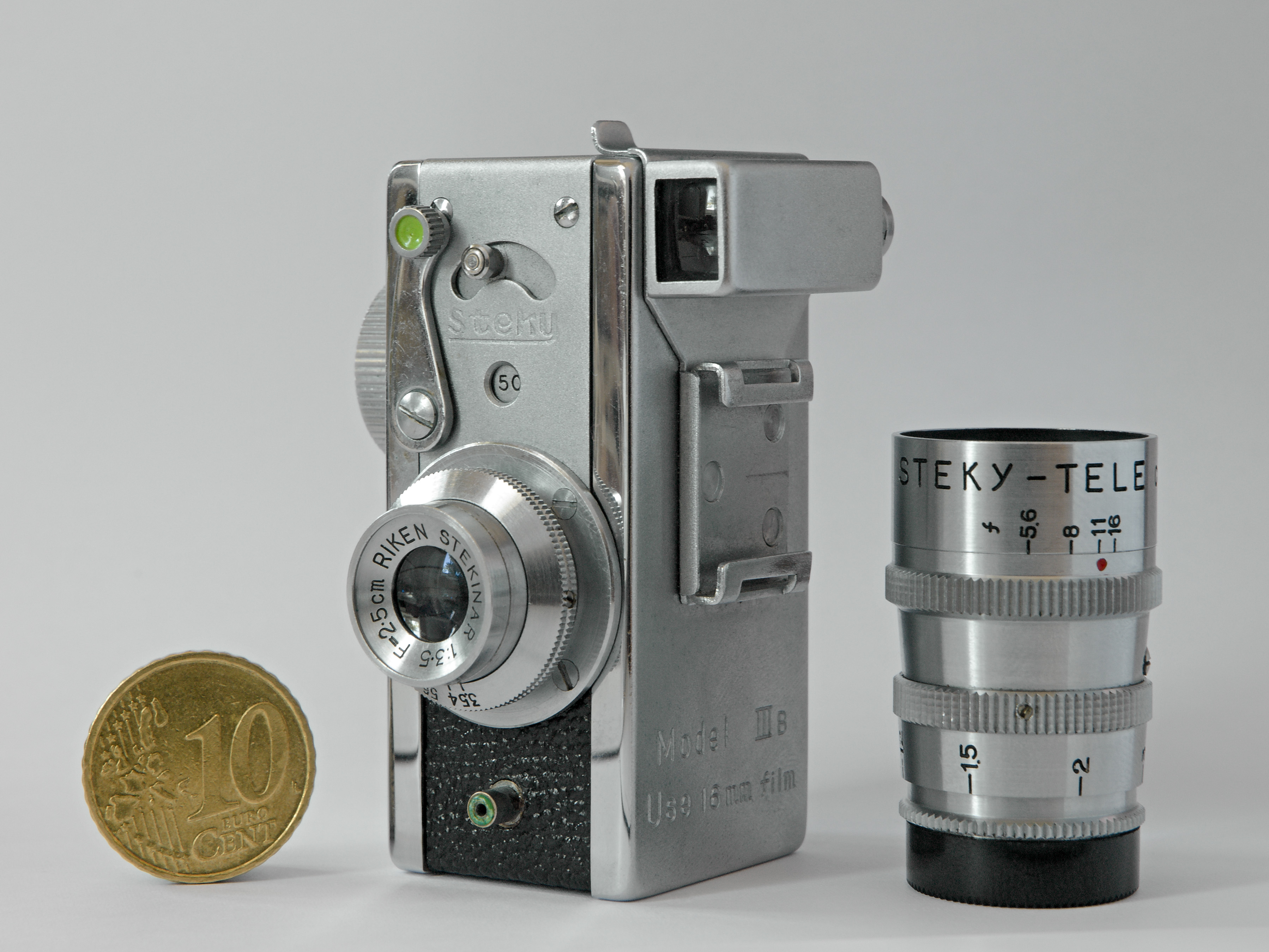
ステキーIIIB（理研光学、1950年発売）。16mmフィルム使用。画面サイズ14×10mm。

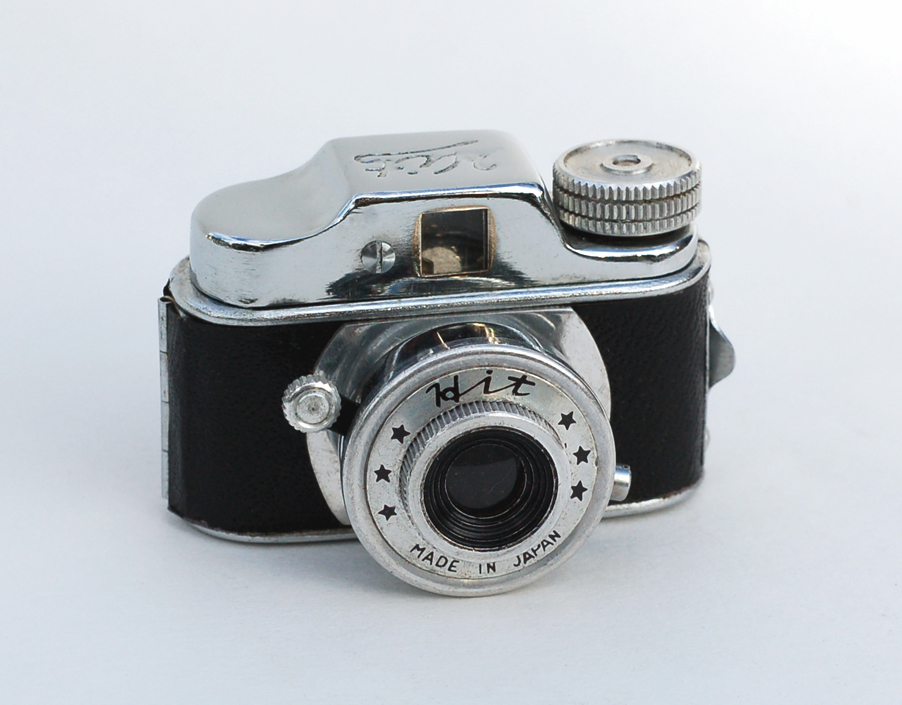
ヒット（東郷堂、1950年代）、17.5mmフィルム「ミゼットフィルム」を使用した。後年に言うトイカメラの範疇に属する

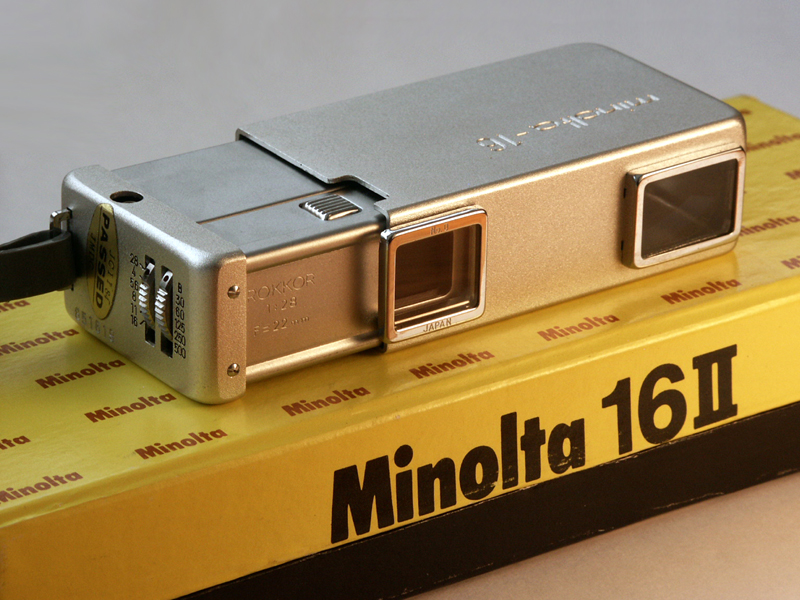
ミノルタ16II（ミノルタ、1960年発売）。16mmフィルム使用。

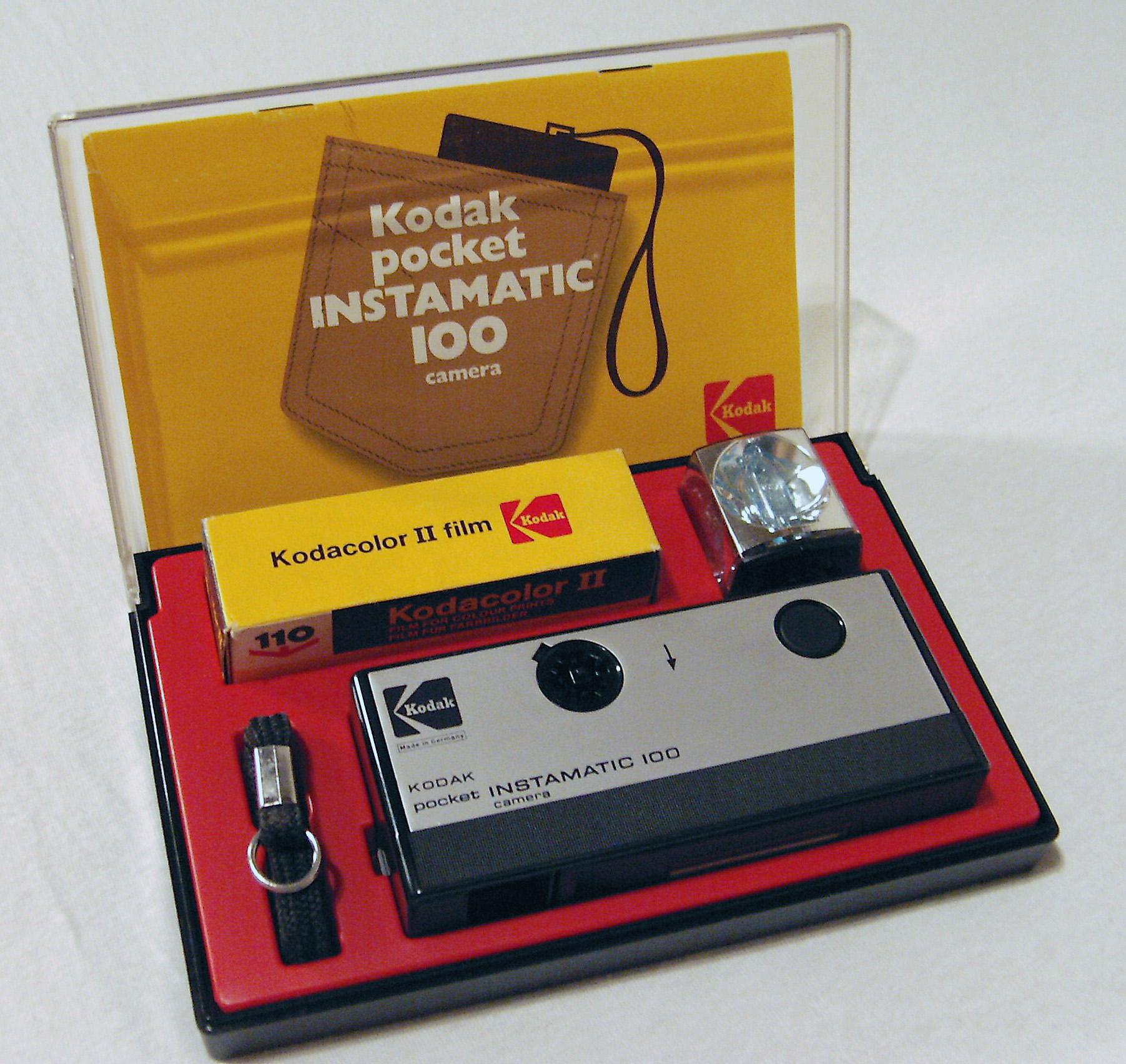
コダックポケットインスタマチック100（1972年）。110フィルム使用。

超小型写真（ちょうこがたしゃしん）は、通常よりも小型の写真機、通常よりも小型のフィルムを用いて撮影される写真、とりわけ銀塩写真を指す語である。超小型写真に使用される写真機を超小型カメラ（ちょうこがたカメラ）と呼ぶ。豆カメラ（まめカメラ）が愛称である。外来語としてサブミニチュアカメラ（英語: subminiature camera）ともいう。顕微鏡写真とは異なる。
120フィルムなどを使用する中判カメラに対し、「ライカ」（35mmフィルム使用）に代表される「35mm以下のフィルムを使用する写真機」を小型カメラ（こがたカメラ）、ミニチュアカメラ（英語: miniature camera）と定義した。そのなかでもとりわけ「35mm未満のフィルム」である「8mm幅」や「16mm幅」といった小型映画用のフィルムを写真に転用したものを、超小型（サブミニチュア）と定義している。フィルムのサイズによって規定されており、したがってデジタルカメラは範疇外である。
実用品として超小型化を追求したもの（代表例はミノックス）から、年少者向けなトイカメラの一種として安価に製造されたもの（1930-50年代の日本における各種「豆カメラ」の多くや、110フィルムを用いるカメラの中でも廉価帯のもの）まで多様な製品が存在したが、「135フィルム」（35mmフィルム）を使用するカメラのような主流にはならなかった。カメラ・フィルムともサイズが極小であるため、たとえ高度な技術を用いて精度を高めてもより大型の135フィルム機などに絶対性能が劣ることや、フィルム規格によっては継続してのフィルム供給・現像態勢に難があったためで、フィルムの製造中止によって実用品としての命脈を断たれたモデルも見られる。
135フィルムを使用する、通常の「小型カメラ」よりも小型の写真機については、コンパクトカメラ（Point-and-shoot camera）を参照のこと。

## 略歴
1936年（昭和11年）、ソビエト連邦に併合される前のラトビアの首都リガで、「ミノックスI型」が開発され、小型映画の規格「パテベビー」が初めて使用した9.5mmフィルムを、初めて写真用に使用した。
1937年（昭和12年）には、日本の美篶商会が、「35mmフィルム」のちょうど半分の幅を持つ小型映画の規格「17.5mmフィルム」を使用した「ミゼットフィルム」を発表、豆カメラブームを起こす。続いて1938年にアース光学の「グッチー」、1939年に三和商会の「マイクロ」と続き、この3機種が戦前の3大豆カメラと呼ばれた。ただしアース光学の「グッチー」は、「20mmフィルム・18×18mm判」だった。なお、「20mmフィルム・18×18mm判」はグッチー・トップ・マイクロフレックス（秋田製作所）だけが採用した規格である。以降豆カメラが国内で人気を果たし、海外に輸出するまでとなった。
第二次世界大戦終結後、各社が、16mmフィルムを使用した『豆カメラ』を発売した。理研光学（現リコー）のステキーや、西村雅貫が開発したミカオートマットとこれに続く「コーナン16」あるいは「ミノルタ16」、「マミヤ16」など多くの製品が登場している。さらに「小さく、画質が悪いがとにかく撮影できる」ことだけを重視した、トイカメラレベルで実用性に乏しい豆カメラは、無名の零細メーカーによっても多数作られた。豆カメラは終戦後の混乱期から1950年代初頭にかけ、日本に進駐してきた連合軍兵士がノベルティグッズとして購入することが多かった。
1951年（昭和26年）鈴木光学からエコー8が発売された。「8mmフィルム・6×6mm判」とかなりの小ささを誇った。ただし、ネガが小さく性能が悪かったため、改良型エコー8を発売した後に「8mmフィルム・6×6mm判」のカメラは生産終了となった。
一方、1959年（昭和34年）に135フィルムを用いるハーフサイズカメラであるオリンパス・ペンが登場すると、写りの良さと安価な価格設定にあわせ、ライカ判に比べて倍の枚数が撮影できる経済性が大衆に支持を受ける。ライカ判のコンパクトカメラが小型化する1970年代後半までの間、他社からも製品が登場している。
1971年（昭和46年）にはコダックが、インスタマチックを刷新しさらに小型の「110フィルム」を使用する「ポケットインスタマチック」規格を発表する。この登場により、多くの16mmカメラが製造を終えた。110規格自体は、10年ほどでブームが終息するが、トイカメラ用として現在も細々とフィルムが出荷されている。
さらにコダックは1982年（昭和57年）、円形のシートフィルムに放射線状にフレームを並べた「ディスクフィルム」規格を発表する。しかし商業的には失敗し、1998年（平成10年）にフィルムの生産が終了になった。
1996年（平成8年）4月には、富士フイルム、コダック、キヤノン、ミノルタ、ニコンが共同開発した「世界標準規格の新しい写真システム」として、24mm幅のフィルムを専用カートリッジに詰めた「アドバンストフォトシステム」（APS）が発表になる。ライカ判を置き換える、次世代の規格として期待されたが、2011年（平成23年）に生産終了となった。

## おもなフォーマット
画面サイズの小さなものから順に挙げた一覧である。35mmフィルムを専用パトローネに詰める「テッシナ」は定義としては範疇外であるが、超小型カメラの代表的なものの一つと考えられている。
| 名称                       | 生産開始 | 生産終了 | 画面サイズ (ミリメートル) | 備考                                                              |
| -------------------------- | -------- | -------- | ------------------------- | ----------------------------------------------------------------- |
| 8mmフィルム                | 1937年   | 現行     | 7×8                       | 岡田光学精機（のちの第一光学）等の8mmフィルム使用の規格           |
| ミノックスフィルム         | 1938年   | 現行     | 8×11                      | カートリッジ入り9.5mmフィルム                                     |
| ディスクフィルム           | 1982年   | 1998年   | 8.2×10.6                  | 円形シートフィルム                                                |
| 16mmフィルム               | 1947年   | 1980年代 | 10×14                     | ステキー、コーナン16・ミノルタ16（MG以前）、マミヤ16など          |
| 16mmフィルム               | 1960年   | 不明     | 12×17                     | ミノルタ16（MG-S以降）、ローライ16、エディクサ16など              |
| カセッテ16                 | 1978年   | 1990年代 | 13×17                     | ORWOによるペンタコンK16のための規格、カートリッジ入り16mmフィルム |
| 110フィルム                | 1971年   | 現行     | 13×17                     | ポケットインスタマチックの規格、カートリッジ入り16mmフィルム      |
| ミゼットフィルム           | 1937年   | 2018年   | 14×14                     | 美篶商会の規格、裏紙付17.5mmフィルム                              |
| テッシナ                   | 1957年   | －       | 14×21                     | 35mmフィルムを専用パトローネに詰める（参考）                      |
| ハーフサイズカメラ         | 1960年代 | 現行     | 18×24                     | 「135フィルム」使用                                               |
| アドバンストフォトシステム | 1996年   | 2011年   | 16.7×30.2                 | 24mmフィルム使用                                                  |

## 犯罪利用
超小型カメラを使った盗撮事件も多い。防犯目的で販売されていても、「スパイカメラ」としての悪用を止めるのは難しいとされる。実際に悪用された例として露天風呂での組織的盗撮事件や医師による健康診断盗撮事件などがある。